# Isorrhoa
Isorrhoa is een geslacht van vlinders van de familie Wilgenroosjesmotten (Momphidae), uit de onderfamilie Cosmopteriginae.

## Soorten
- I. antimetra Meyrick, 1913
- I. atmozona Turner, 1917
- I. emplecta Turner, 1926
- I. euxona Turner, 1926
- I. implicata Turner, 1920
- I. loxoschema Turner, 1923
- I. ochrochyta Turner, 1926
- I. pandani Turner, 1923
- I. triloxias Meyrick, 1907
- I. tripoda Meyrick, 1913